# Reric
Reric, ou Rerik, est ancien emporium, un port de commerce multiethnique slavo-scandinave de l'ère viking, situé sur la côte sud de la mer Baltique, près de Wismar dans l'actuel État allemand de Mecklembourg-Poméranie-Occidentale. 
Reric est probablement fondé en 735, peu de temps après que la tribu slave des Abodrites a commencé à coloniser la région. Au tournant du IXe siècle, les citoyens de Reric s'allient à Charlemagne, ce qui lui permet de former une route commerciale stratégique qui éviterait les zones sous contrôle saxon et danois. Il est détruit en 808 par le roi danois Godfrid, avant d'être reconstruit par les Abodrites. Reric refonctionne brièvement, jusqu'à l'assassinat de Thrasco en 810, à l'instigation de Godfrid. Après cela, les commerçants auraient été déplacés par Godfrid vers l'emporium viking de Hedeby près de la ville moderne de Schleswig,.

## Emplacement
L'emplacement de Reric a longtemps été contesté. Des théories anciennes suggéraient Oldenburg, Lübeck, le château de Mecklembourg, et Alt-Gaarz, rebaptisé Rerik en 1938. Depuis les années 1990, on pense que Reric correspond à un site archéologique près de Groß Strömkendorf,, situé sur la rive est de la baie de Wismar. Cette version est basée sur les résultats présentés par l'université de Kiel et le département d'archéologie du Land de Mecklembourg-Poméranie-Occidentale, qui ont partiellement fouillé environ 20 hectares du site entre 1995 et 1999,.

## Archéologie
Il existe un certain nombre de preuves circonstancielles prouvant que Groß Strömkendorf serait Reric, telles que des dates de fondation et de destruction identiques. Groß Strömkendorf était un port en eau profonde avec une organisation planifiée. Initialement située au nord du site actuel, l'ancienne colonie – probablement établie en 735 – a été progressivement déplacée vers le sud dans les années 760, la zone d'origine étant transformée en cimetière. Les bâtiments de cette nouvelle zone présentent des similitudes avec ceux fouillés dans les années 1960 et 70 à West Stow, en Angleterre. 
Le principal type de poterie découvert jusqu'à présent est du type Sukow, utilisé par les Slaves occidentaux au cours du VIIIe siècle. Des poteries du type Feldberg ont également été trouvées, bien qu'en nombre considérablement inférieur. La poterie importée des pays occidentaux n'était que peu représentée. Des réserves de pierres à aiguiser en schiste norvégien ont été découvertes, ainsi que des preuves de travail du textile, du fer et du bronze, mais aucune preuve industrielle majeure, ce qui indique que la production était probablement destinée uniquement à un usage local. Les produits non finis et les morceaux de déchets indiquent la production d'articles en verre, en métaux, notamment le fer, l'ambre et la corne. La découverte de bois la plus récente date de l'année 811 et la situation de la découverte suggère que la colonie a cessé d'exister peu après.
La colonie s'étend sur 500 mètres le long de la côte, et couvre une superficie d'au moins 20 hectares. Dans un rayon de 10 kilomètres autour de la colonie, des vestiges d'habitats ouverts slaves ont été découverts. Les forteresses voisines de Mecklembourg et d'Ilow furent fondées comme Reric au début du VIIIe siècle, constituant ainsi certaines des premières colonies slaves près de la côte balte.

## Déclin
Selon les Annales regni Francorum de 808, le roi danois Godfrid (également Godfred, Godofrid, Gøttrik ) a reçu beaucoup de tribut de Reric dans les années précédentes, mais en 808 il détruisit l'emporium et déporte avec lui « les marchands de celui-ci ». Godfrid les a réinstallés à Hedeby, un emporium contemporain plus proche du Danemark. Cet événement faisait partie de la guerre en cours entre Danemark et l'Empire franc de Charlemagne, au cours de laquelle les Francs s'étaient alliés aux Abodrites. La mise à sac de ce port marchand sous influence carolingienne vise également à accentuer l'influence des nouveaux sites commerciaux danois qui bénéficient de l'essor des voies maritimes de la mer Baltique. Il s'assure du contrôle de ces différents sites commerciaux et fait notamment transférer l'activité marchande de Reric en un nouveau lieu, probablement Hedeby. Il est également probable que Godfred détruise le port en prévision d'une contre-attaque de Charlemagne et afin de le dissuader de la réinvestir.
La destruction du site n'a peut-être pas été totale, puisqu'un prince abodrite, Thrasco, aurait été assassiné à Reric l'année suivante. Les découvertes archéologiques depuis les années 1990 correspondent parfaitement à ces enregistrements, puisque les derniers puits datables trouvés à Reric datent des années 806, 809 et 811.
« Reregi », un nom alternatif des Abodrites utilisé par les chroniqueurs médiévaux Adam de Brême et Helmold de Bosau, est probablement une allusion à « Reric ».